# 奧西伊夫卡
48°20′4″N 29°44′57″E / 48.33444°N 29.74917°E
奧西伊夫卡（烏克蘭語：Осіївка），是烏克蘭的村落，位於該國西南部文尼察州，由海辛區負責管轄，始建於1500年，面積30平方公里，海拔高度154米，2024年人口1,200，人口密度每平方公里57.4人。